# Grupp 13
Grupp 13 – radykalny kolektyw twórczy zawiązany przez grupę szwedzkich filmowców pod koniec lat 60. na fali lewicowego fermentu intelektualnego tamtych czasów. 
Do Grupp 13 należeli m.in.:
- Bo Widerberg
- Roy Andersson

Ich najważniejszym dziełem jest słynny film dokumentalny Biały sport (Den Vita sporten) z 1968 roku. Tematem filmu jest mecz Pucharu Davisa między reprezentacjami tenisowymi Szwecji i Rodezji, w której obowiązywał apartheid, i wydarzenia, które rozegrały się wokół tego meczu.